# Chiesa della Santissima Trinità (Manerba del Garda)
La chiesa della Santissima Trinità è un edificio di culto cattolico  situato a Solarolo, frazione di Manerba del Garda, in provincia di Brescia e diocesi di Verona.

## Storia
La chiesa è citata per la prima volta nel 1530 in occasione della visita pastorale del vescovo Gian Matteo Giberti. Nel 1900 venne sistemato attorno alla chiesa il cimitero di Manerba.

## Architettura
La facciata è a capanna. La torre campanaria è addossata al fianco sinistro del presbiterio. L'ingresso sulla facciata principale è ad arco acuto rialzato. La pianta della chiesa è ad unica aula rettangolare con presbiterio quadrangolare emergente, rialzato di un gradino con volta a crociera affrescata. Sul fianco settentrionale della navata si aprono due cappelline laterali con abside a sviluppo semicircolare.
L'unica navata centrale è divisa da tre arcate a profilo semiellittico. 
Il presbiterio è coperto da una volta a crociera. L'aula principale ha un tetto con travatura in legno a vista e coppi di laterizio decorati. Il pavimento è costituito da piastrelle in cotto. Le pareti sono ancora parzialmente decorate con affreschi attribuiti ad un "Pittore di Sorarolo" degli inizi del 1500. La chiesa è dotata di un solo altare.

## Dipinti e opere conservate
Fra la seconda metà del XV secolo ed il secondo decennio del XV secolo la chiesa fu decorata con numerosi affreschi.

### Presbiterio
I temi degli affreschi che decorano il presbiterio sono: Sant'Antonio da Padova con santo vescovo e quattro apostoli, la Trinità tra i santi Paolo e Bernardo, l'Adorazione dei Magi, la Fuga in Egitto, la Strage degli innocenti e Madonna in trono tra i santi Sebastiano e Rocco.

### Prima cappella di sinistra
I temi degli affreschi che decorano la cappella sono il Giudizio Universale ed un ciclo pittorico denominato Storie di Cristo.

### Seconda cappella di sinistra
Affresco raffigurante la Natività datato 1514.

La sala con vista presbiterio.
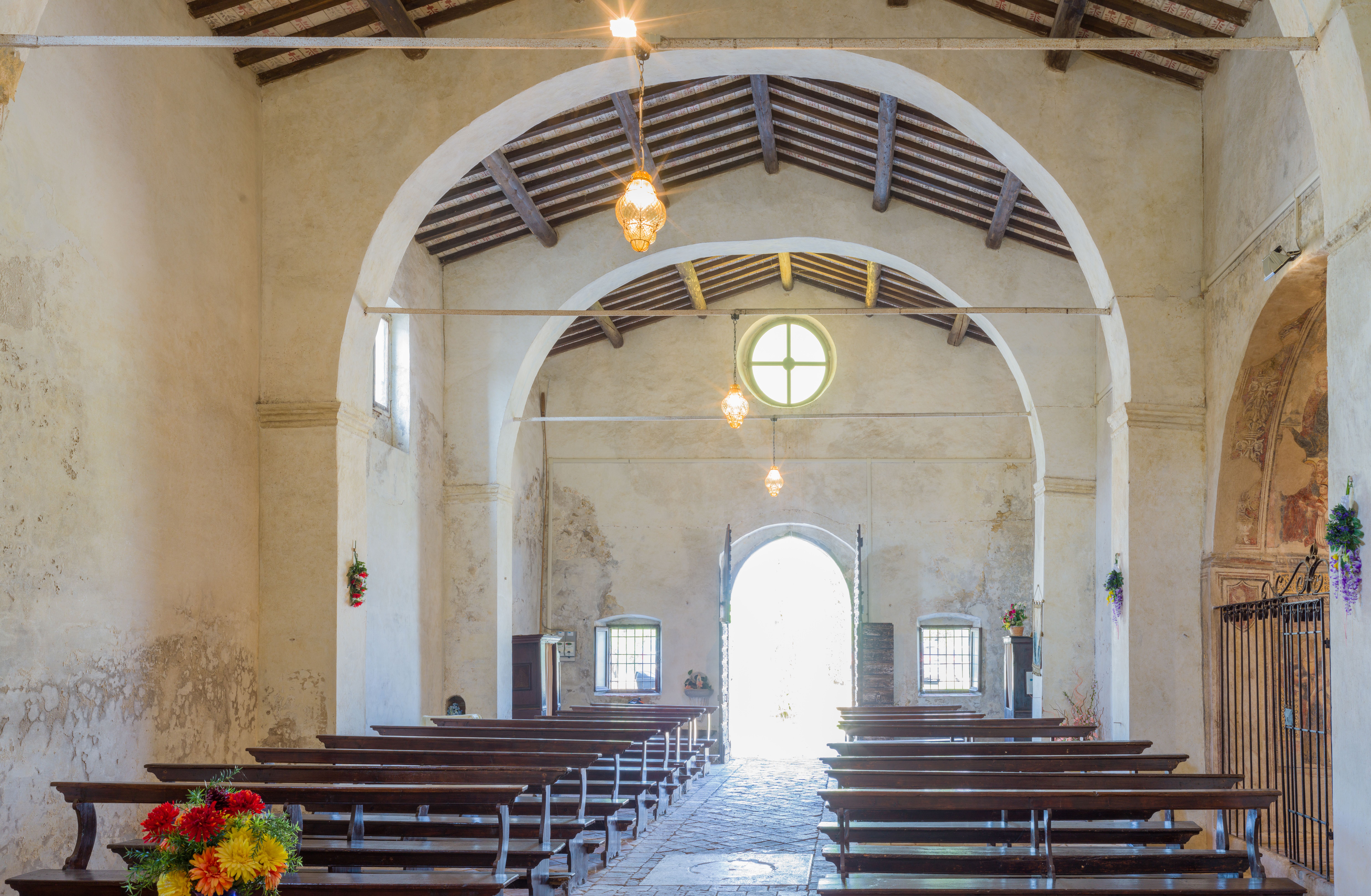
La sala con controfacciata.
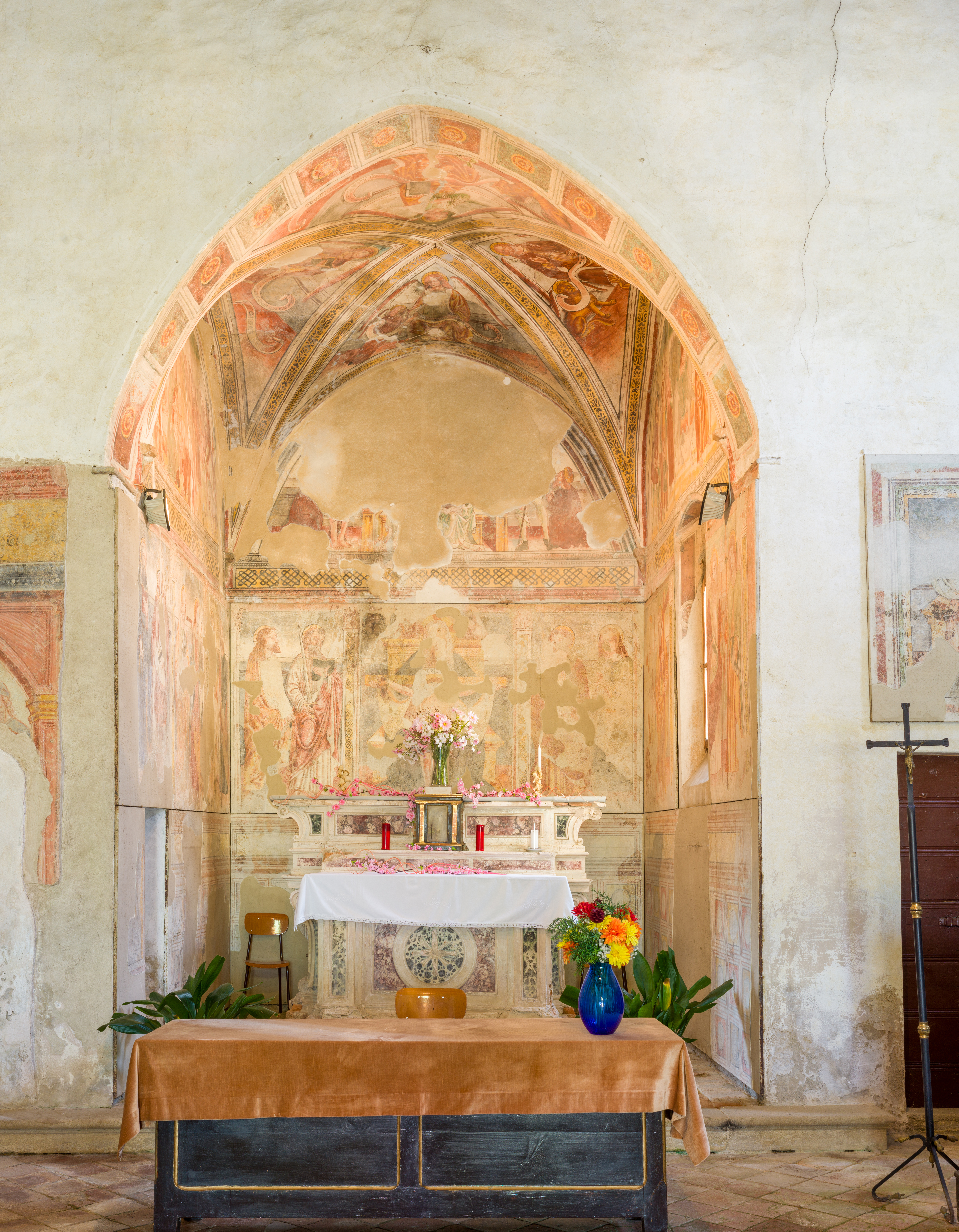
L'abside con l'altare maggiore.
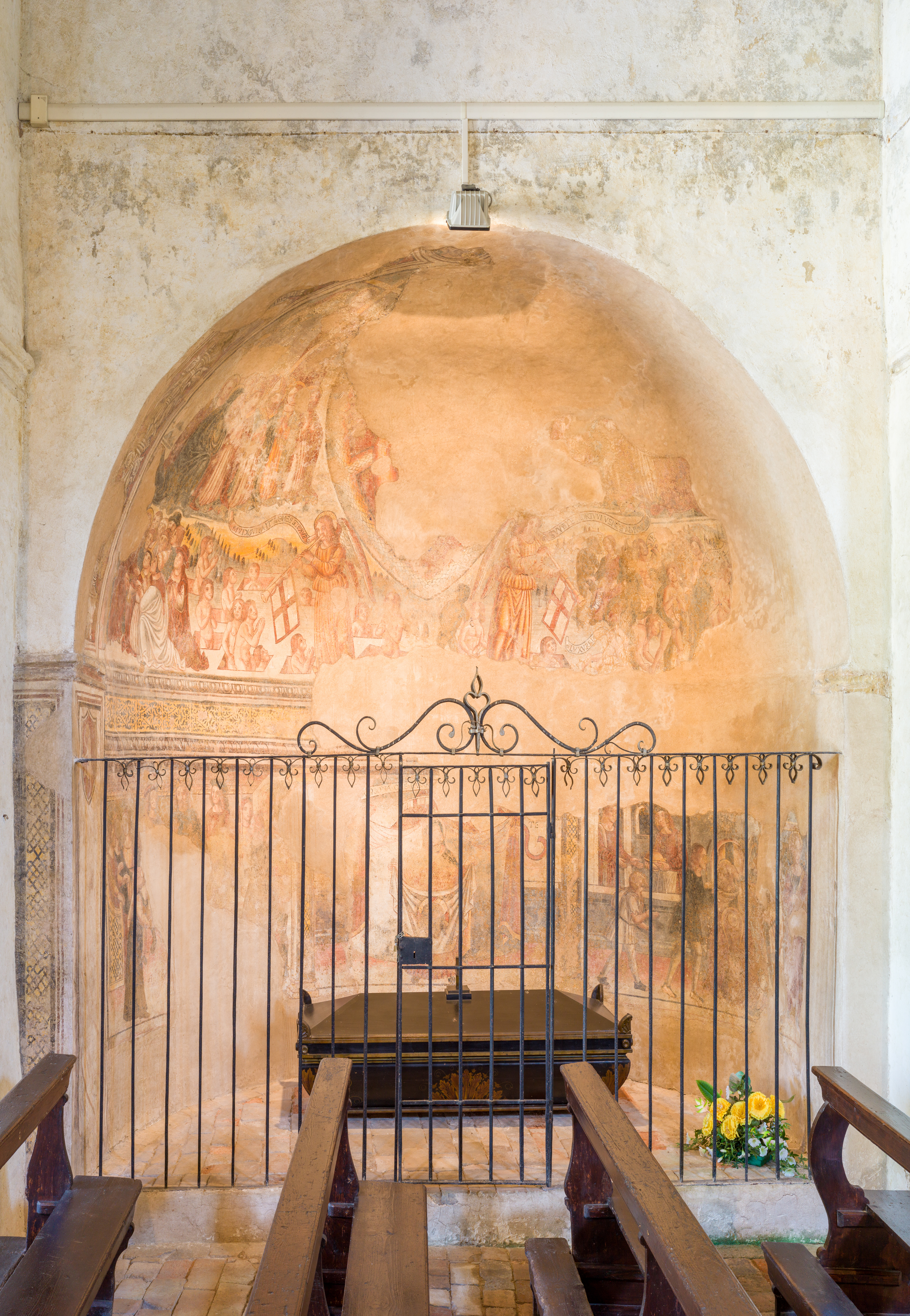
La prima cappella laterale.
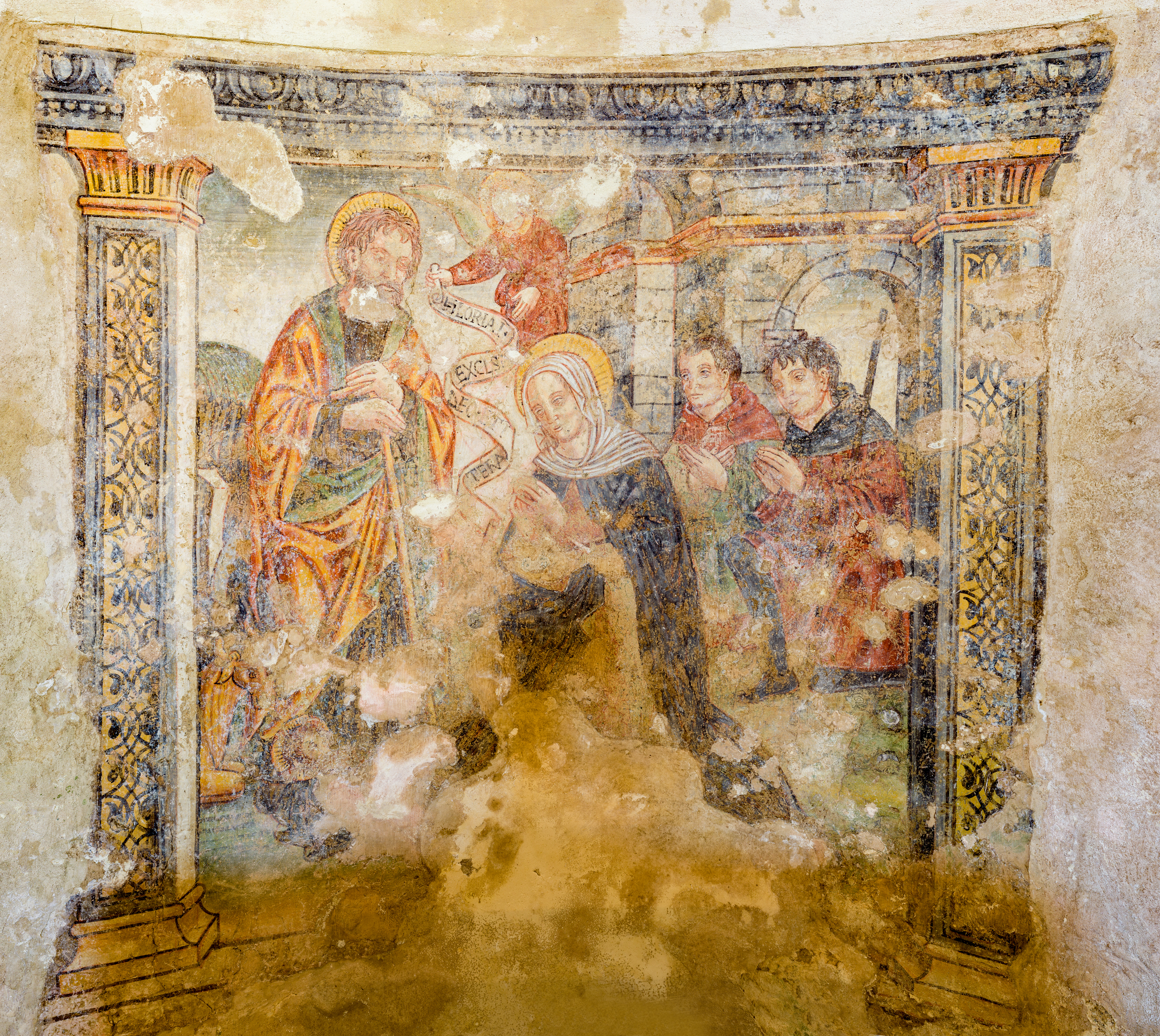
Affresco della Natività nella cappella laterale.
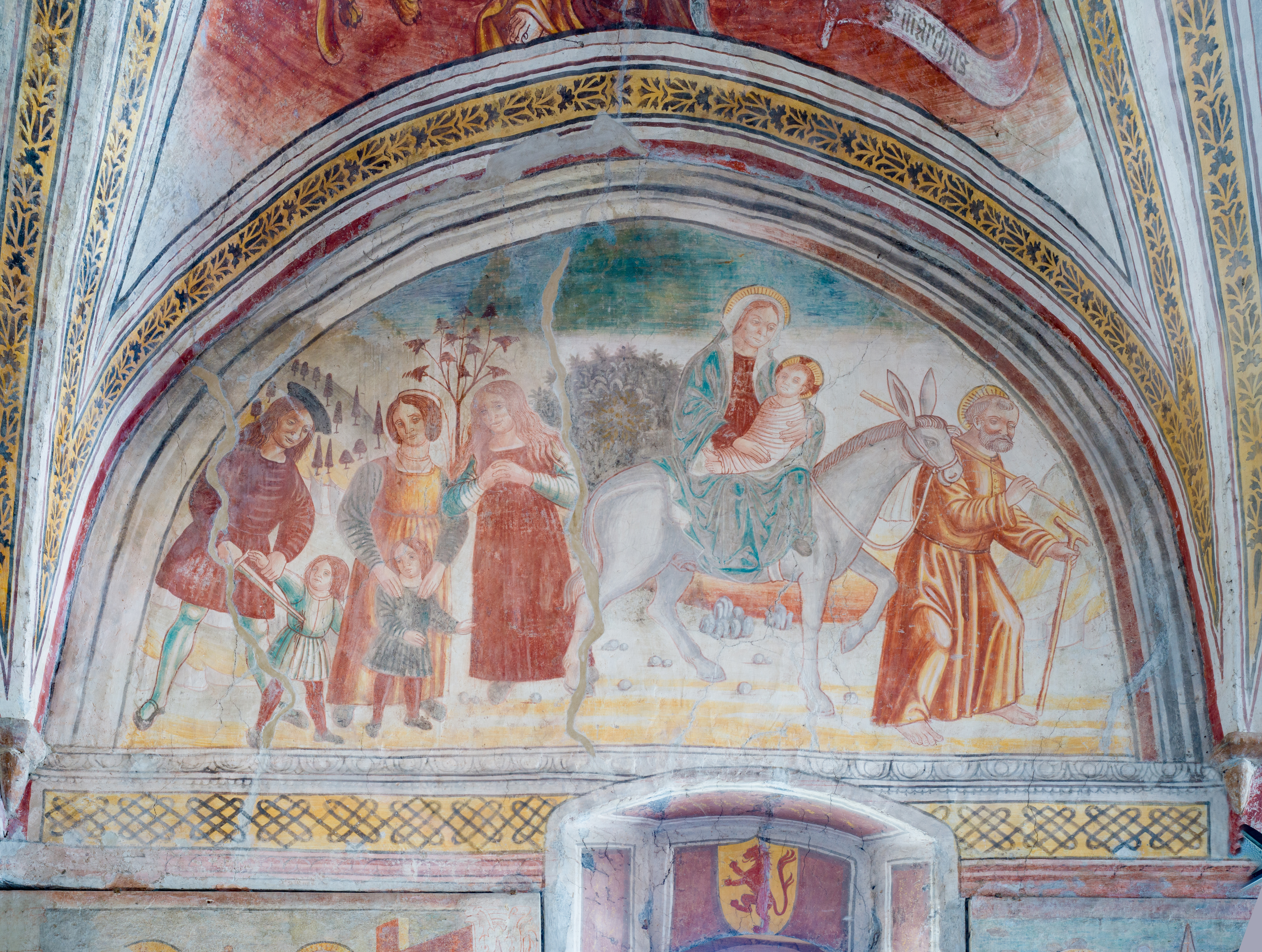
Fuga in Egitto e strage degli innocenti.
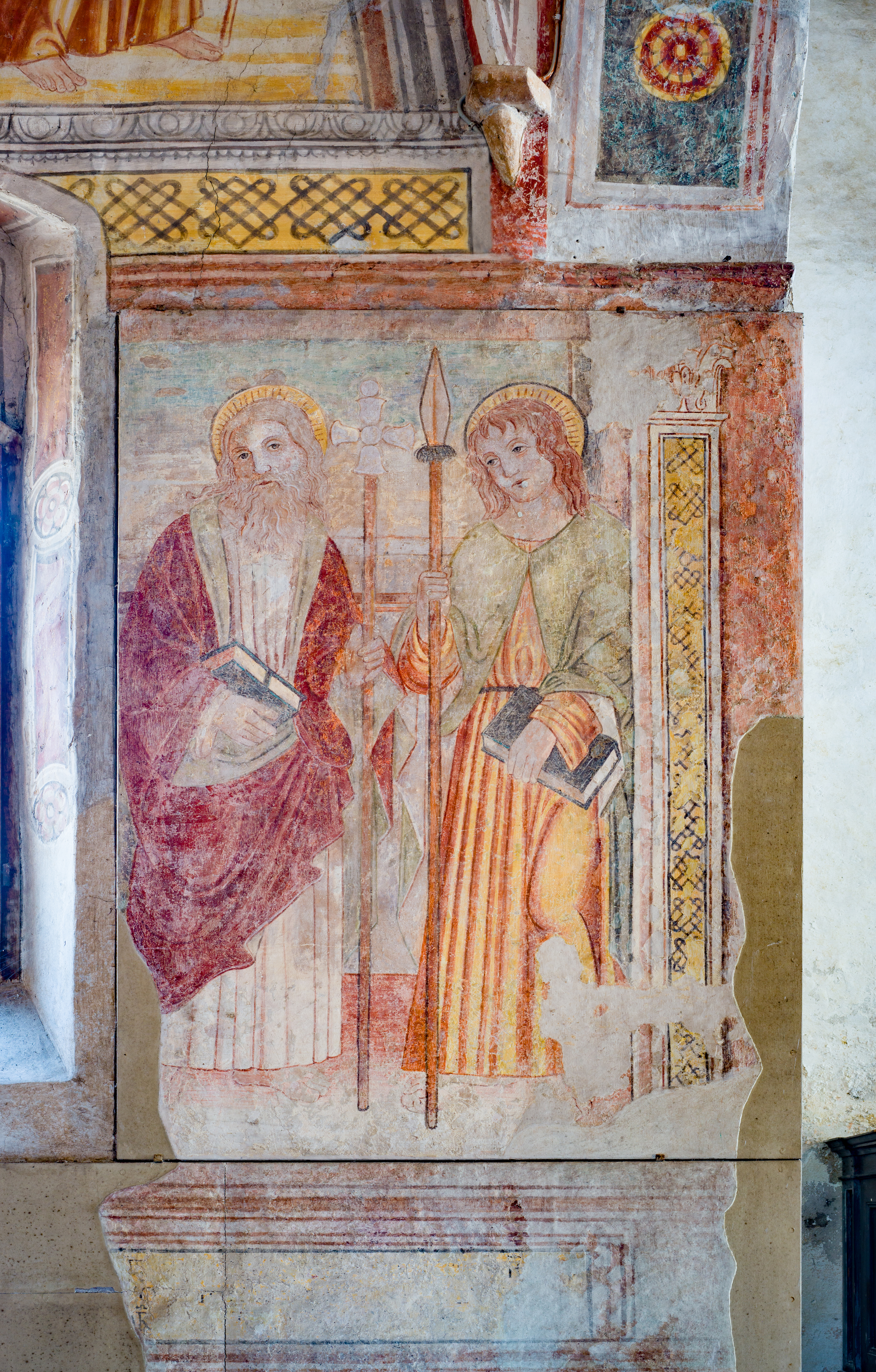
Affresco a destra nell’abside.
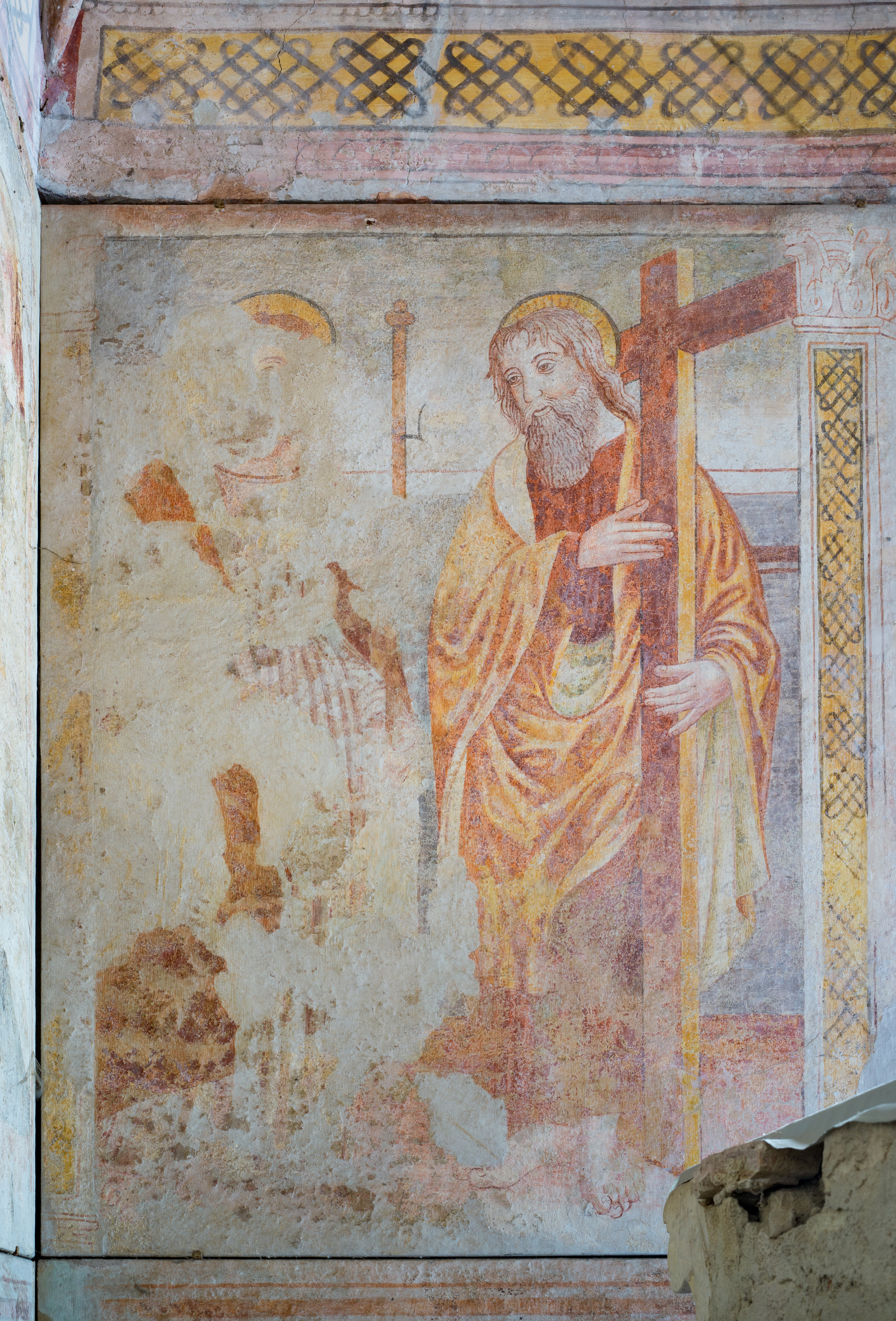
Affresco a destra posteriore nell’abside.